# 톤분 께사랏
톤분 께사랏(태국어: ธนบูรณ์ เกษารัตน์, 1993년 9월 21일 ~ )은 태국의 축구 선수이다. 2023년 현재 태국 타이 리그의 포트 FC에서 활약하고 있다. 포지션은 수비형 미드필더다.

## 선수 경력

### BEC 테로 사사나
2012년 톤분 께사랏은 방콕 스포츠 학교를 졸업한 뒤, BEC 테로 사사나 FC에 입단하였다. 겨우 19세의 나이로 타이 프리미어리그의 핵심적인 미드필더로 활약했다. 2014년 태국 리그컵에서 우승하며, 구단 역사상 최초의 트로피를 안겨주었다.

### 무앙통 유나이티드
2016년 1월 27일 톤분 께사랏은 무앙통 유나이티드 FC로 임대 이적하였다. 6월에는 완전이적으로 팀에 합류했다.

### 치앙라이 유나이티드
2016년 11월 2일 톤분 께사랏은 5,000만 밧의 이적료로 치앙라이 유나이티드로 이적하였다. 이는 부리람 유나이티드 FC로 이적한 티라톤 분마탄의 이적료를 넘어선, 당시 태국 역사상 최고 금액의 이적료였다.

## 수상

### 구단

#### BEC 테로 사사나
- 태국 리그컵 : 우승 1회

2014

#### 무앙통 유나이티드
- 타이 리그 : 우승 1회

2016
- 태국 리그컵 : 우승 1회

2016

#### 치앙라이 유나이티드
- 태국 FA컵 : 우승 1회

2017